# Rhabdoblennius
Rhabdoblennius is een geslacht van straalvinnige vissen uit de familie van naakte slijmvissen (Blenniidae).

## Soorten
- Rhabdoblennius rhabdotrachelus (Fowler & Ball, 1924)
- Rhabdoblennius snowi (Fowler, 1928)
- Rhabdoblennius nigropunctatus Bath, 2004
- Rhabdoblennius nitidus (Günther, 1861)
- Rhabdoblennius papuensis Bath, 2004